# Carasobarbus sublimus
Carasobarbus sublimus es una especie de peces de la familia Cyprinidae, orden Cypriniformes.
Son peces dulceacuícolas endémicos del río Tigris que pueden llegar alcanzar los 11,5 cm de longitud total.